# Yushan Nijiati
Yushan Nijiati (Үсен Нижат født 1. juni 1986) er en kinesisk amatørbokser, som konkurrerer i vægtklassen sværvægt. Nijiati fik sin olympiske debut da han repræsenterede Kina under Sommer-OL 2008. Her blev han slået ud i første runde af Oleksandr Usyk fra Ukraine i samme vægtklasse. Han deltog også i VM i 2007 i Chicago, USA hvor han vandt en bronzemedalje.